# Psychoda solangensis
Psychoda solangensis är en tvåvingeart som beskrevs av Kaul 1971. Psychoda solangensis ingår i släktet Psychoda och familjen fjärilsmyggor. Inga underarter finns listade i Catalogue of Life.